# NGC 4620
NGC 4620 é uma galáxia lenticular (S0) localizada na direcção da constelação de Virgo. Possui uma declinação de +12° 56' 36" e uma ascensão recta de 12 horas, 41 minutos e 59,3 segundos.
A galáxia NGC 4620 foi descoberta em 29 de Março de 1830 por John Herschel.